# Кючюкалтъагач
Кючюкалтъагач (на турски: Küçükaltıağaç) е село в Източна Тракия, Турция, вилает Одрин. Околия Мерич.

## География
Селото се намира на 12 км южно от Мерич.

## История
В XIX век Кючюкалтъагач е село в Узункьоприйска кааза в Одринския вилает на Османската империя. Според „Етнография на вилаетите Адрианопол, Монастир и Салоника“, издадена в Константинопол в 1878 година и отразяваща статистиката на населението от 1873 година, Алти-ачлар (Alty-atchlar) има 20 домакинства и 63 жители мюсюлмани.